# San Vicente del Valle
San Vicente del Valle là một đô thị trong tỉnh Burgos, Castile và León, Tây Ban Nha. Theo điều tra dân số 2004 (INE), đô thị này có dân số là 52 người.
Official Web page: www.sanvicentedelvalle.es Lưu trữ ngày 12 tháng 6 năm 2013 tại Wayback Machine